# Territorial Pissings
Pistes de Nevermind
Polly
(6) Drain You
(8)
Territorial Pissings est une chanson du groupe américain Nirvana. Il s'agit de la septième chanson de l'album Nevermind. La chanson a été écrite par Kurt Cobain, probablement au début de l'année 1991. Elle servait souvent à terminer les concerts du groupe, lorsqu'ils détruisaient leurs instruments. La chanson dure 2 minutes 23 secondes, mais est très énergique et est considérée comme le morceau le plus punk de l'album.
Territorial Pissings figure sur l'album Nevermind mais aussi sur deux autres albums officiels du groupe. Le premier est la vidéo Live! Tonight! Sold Out! (Geffen) où l'on peut voir la fameuse version explosive du 6 décembre 1991 lors de l'émission de variétés britannique Tonight With Jonathan Ross : ce jour-là, le groupe est censé interpréter Lithium, mais décide au dernier moment d'exécuter une version féroce et agressive de Territorial Pissings qui s'achève par la destruction des instruments par le groupe. Dans la vidéo, cette version est mêlée à celle du concert au Paradiso d'Amsterdam du 25 novembre 1991. Une autre version, datée du concert du 17 avril 1991 à l'OK Hôtel de Seattle, est disponible sur le coffret With the Lights Out.
L'introduction, tirée du morceau Get Together de Chet Powers, est chantée par Krist Novoselic.

## Thème
Son thème principal est la dénégation du machisme et des stéréotypes masculins primaires et brutaux. Le titre même de la chanson fait référence aux mâles du règne animal qui se battent et urinent pour délimiter leur territoire. On trouve dans le second couplet du morceau les vers « Never met a wise man/ If so it's a woman » que l'on peut traduire par « Je n'ai jamais rencontré d'homme sage/ Ou alors c'était une femme » (le mot « sage » étant ici utilisé dans le sens de « réfléchi, avisé, sensé »).

## Reprises
En 2018, le groupe de sludge metal américain Thou en fait une reprise qui apparait sur le split album I Have Become Your Pupil.